# Lorenzo d'Amalfi
Lorenzo d'Amalfi (... – Roma, 1049 o 1050) è stato un arcivescovo e scrittore italiano.

## Biografia
La data di nascita di Lorenzo d'Amalfi è ignota. Lorenzo d'Amalfi prese parte alla vita del monastero di Monte Cassino intorno al novembre del 1021 ed ebbe un ruolo di protagonista nell'opera di rinnovamento operata nel monastero stesso: riportò in auge lo studio della cultura classica e ne fece non solo uno strumento di apprendimento, ma anche una fonte utile per la dottrina. Sono prove di questo clima di rinnovamento culturale le sue opere: un florilegio contenente estratti di autori classici, il De divisione, alcune opere agiografiche.
Fu nominato arcivescovo di Amalfi nel luglio del 1029 da Giovanni XIX. Nel 1039, quando Amalfi fu conquistata dal principe di Salerno Guaimario IV, andò in esilio forzato.
Inizialmente l'arcivescovo trovò ospitalità a Firenze e a partire dal 1045 fu ospitato a Roma dall'arciprete Giovanni Graziano, il futuro papa Gregorio VI: lì rimase fino alla morte. Durante l'esilio incontrò Pier Damiani, che di lui parla nella sua Vita Odilonis, e strinse profonda amicizia con l'abate Odilone di Cluny.
Nei Gesta Romanae Ecclesiae, scritti dal cardinale Benone, viene presentata un'immagine di Lorenzo che contrasta con le fonti che, a maggioranza, lo mettono in buona luce: egli infatti viene definito “princeps maleficiorum” in quanto Lorenzo avrebbe avuto stretti rapporti con Teofilatto, il futuro papa Benedetto IX, e sarebbe stato discepolo di Gerberto di Aurillac, il futuro papa Silvestro II.
L'anno della morte di Lorenzo non è del tutto sicuro: Pier Damiani riporta il 1049, mentre nel Chronicon archiepiscoporum Amalphitanorum si trova il 7 marzo 1050.

## Opere

### Il Florilegio diexcerpta
Lorenzo ideò e forse compilò un florilegio di estratti di autori classici conservato nel codice Lat. Z.497, cc. 19r-58v, della Biblioteca Nazionale Marciana di Venezia.
L'opera presenta delle novità importanti riguardo alla scelta delle fonti e dei materiali:  è possibile notare, accanto alle materie, ormai tradizionali, del Trivio e del Quadrivio, l'inclusione di materie quali la medicina e la musica.
Gli estratti degli autori antichi raccolti nel florilegio sono tratti dalle fonti originali: in particolare vengono ripresi brani di Terenzio, Virgilio, Lucrezio, Orazio, Tibullo, Ovidio, Persio, Lucano, Giovenale, Stazio, Macrobio, Marziano Capella, Orosio, Giuseppe Flavio.

### IlDe divisione
Anche quest'opera è conservata nel codice marciano Lat. Z.497, cc. 160r-161r. È un trattato di matematica che dimostra una profonda conoscenza delle opere scientifiche di Gerberto di Aurillac.

### Le opere agiografiche
Tra le opere agiografiche si ricorda la Passio s. Wensezlai, databile tra il 1022 e il 1030: protagonista dell'opera è Venceslao, un santo dell'area slava. Nell'opera vengono utilizzati vari strumenti retorici, quali ad esempio il gran numero di citazioni di autori classici insieme a quelle di autori della Patristica e delle Scritture, l'uso del prosimetro e del discorso diretto.
Le altre opere agiografiche di Lorenzo sono numerose e risalgono ad un periodo successivo alla fase cassinese e alla stesura della Passio s. Wensezlai: la Vita beati Mauri, la Vita sancti Zenobii episcopi e il Sermo in vigilia sancti Benedicti (in cui viene trattata la vita di San Benedetto attraverso la descrizione dei miracoli da lui compiuti). In queste opere sono assenti le citazioni classiche ed il prosimetro.